# طاق زرگران
طاق زرگران یک بازار سنتی سرپوشیده در میانهٔ تاریخی شهر بخارای کشور ازبکستان است. این بازار در سدهٔ شانزدهم (۱۵۸۶-۱۵۸۷ میلادی) در زمان فرمانروایی عبدالله‌خان دوم از دودمان شیبانیان ساخته‌شد.
زرگران بزرگ‌ترین بازار در میان چندین بازارِ سرپوشیدهٔ کهن بخارا و پیچیده‌ترین‌شان در ساخت‌وساز و چیدمان است. تا میانه‌های سدهٔ بیستم از آن در جایگاه یک بازار معمولی بهره برده می‌شد که بیشتر در آن جواهرات می‌فروختند، ولی بخشی از طاق در جایگاه یک بازار معمولی بود که در آن ابزارهای گوناگون و نیازمندی‌های روزانه فروخته می‌شد.
بازار سرپوشیده به سبک سنتی ایرانی ساخته شده‌است و هیچ ناهمسانی‌ای با بازارهای سنتی سرپوشیدهٔ همانند، در شهرهای کهن ایران مانند تهران، اصفهان، شیراز، تبریز یا مشهد ندارد.
نام طاق زرگران از زبان مردم بخارا که فارسی است گرفته شده و به گنبد جواهرفروشان (زرگر جواهر فروش) نیز ترجمان شده‌‌است، زیرا در چند سدهٔ نخستین پیدایش این بازار، شمار فراوانی (بیش از ۳۵ کارگاه و مغازهٔ زر و جواهر که در آن جواهرات زر فروخته می‌شد) را در خود جای داده‌بود که نقره و دیگر سنگ‌ها و فلزهای گران‌بها و فرآورده‌ها و ابزارهای ساخته‌شده از سنگ‌ها و فلزهای گرانبها و سکه‌های زر، سیم و مس در آن ضرب می‌شد که احتمالاً بخشی از سکه‌های تانگای بخارا (یکای پولی خانات بخارا و سپس امارت بخارا) بود.
پیرامون ساختمان بازار سرپوشیده انبارها، کاروانسراها، هتل‌ها، مغازه‌های بازرگانان ساخته شده‌است. این سازه دارای یک گنبد بزرگ و هم‌چنین چندین گنبد کوچک‌تر است و با آجر سرامیکی ساخته شده‌است. امروزه طاق زرگران یک جاذبهٔ گردشگری همه‌پسند است که در آن بیشتر، مغازه‌های سوغات‌فروشی و مغازه های فروش کالاهای کهن، سوغات، کاردستی مانند ظروف، رخت، سکه، جواهرات، تندیس، فرش، کتاب، ساز، نقاشی و همچنین کارگاه‌های جواهرسازان و آهنگران دیده می‌شود.
بنای بازار در میانهٔ تاریخی بخارا در خیابان حقیقت و خواجه نورآباد در ۲۰ متری شمال خاوری مجموعهٔ پای کلان و در همسایگی مدرسه الغ بیک جای دارد.
این سازه به همراه دیگر آثار معماری، باستان‌شناسی، دینی و فرهنگی بخارا در فهرست میراث جهانی یونسکو با نام «میانه تاریخی بخارا» گنجانده شده‌است.

## نگارخانه

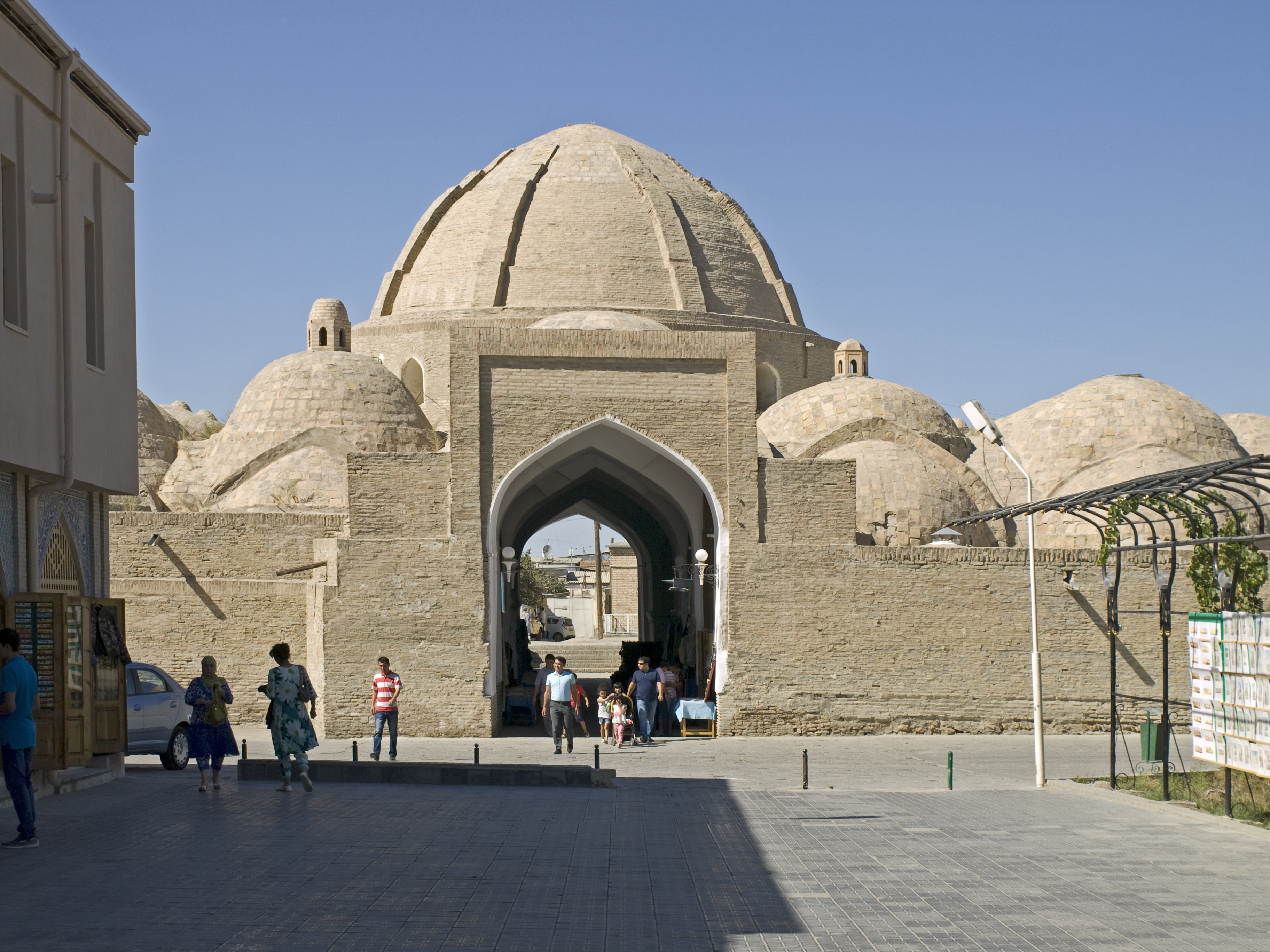
طاق زرگران
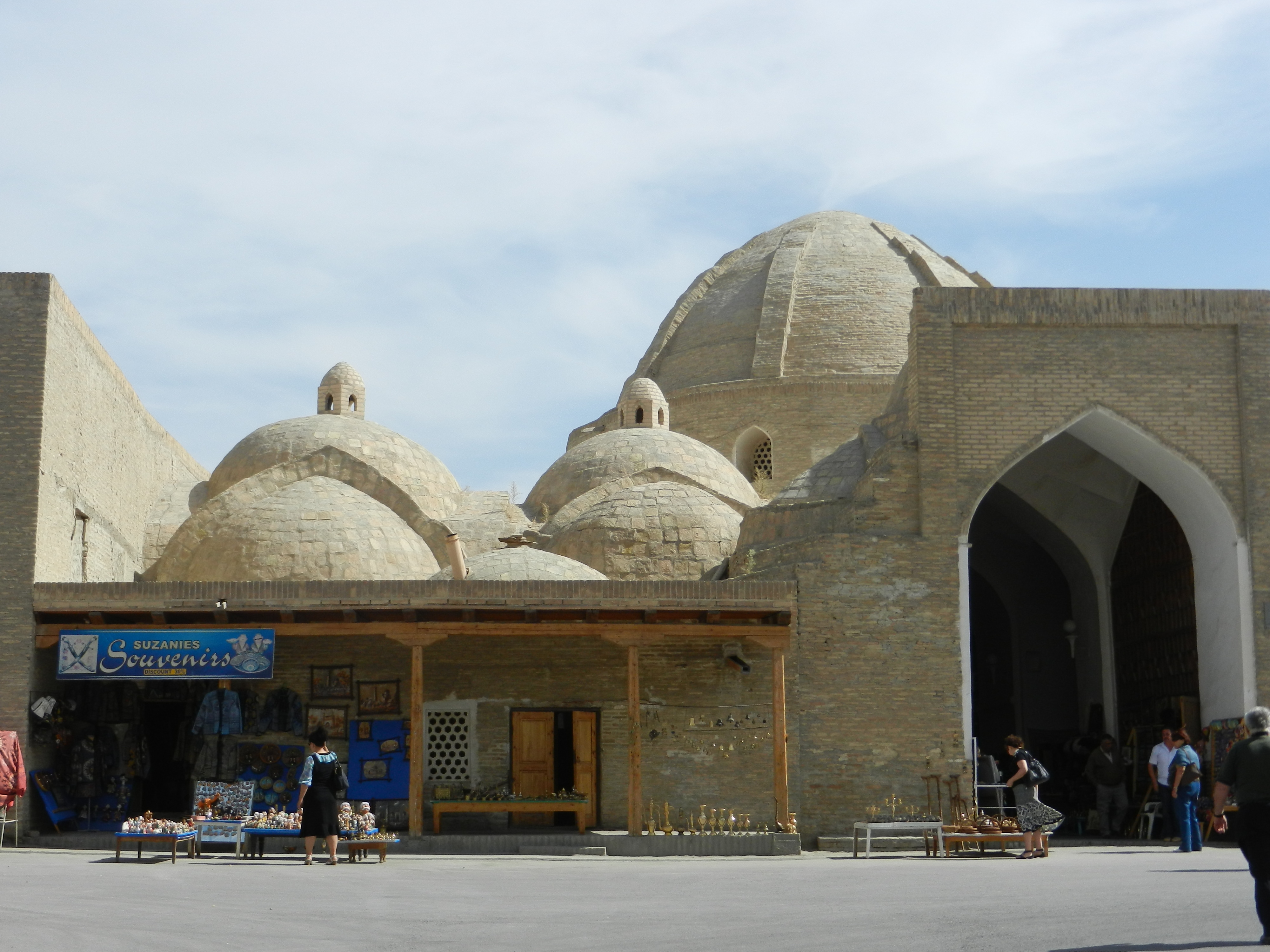
طاق زرگران
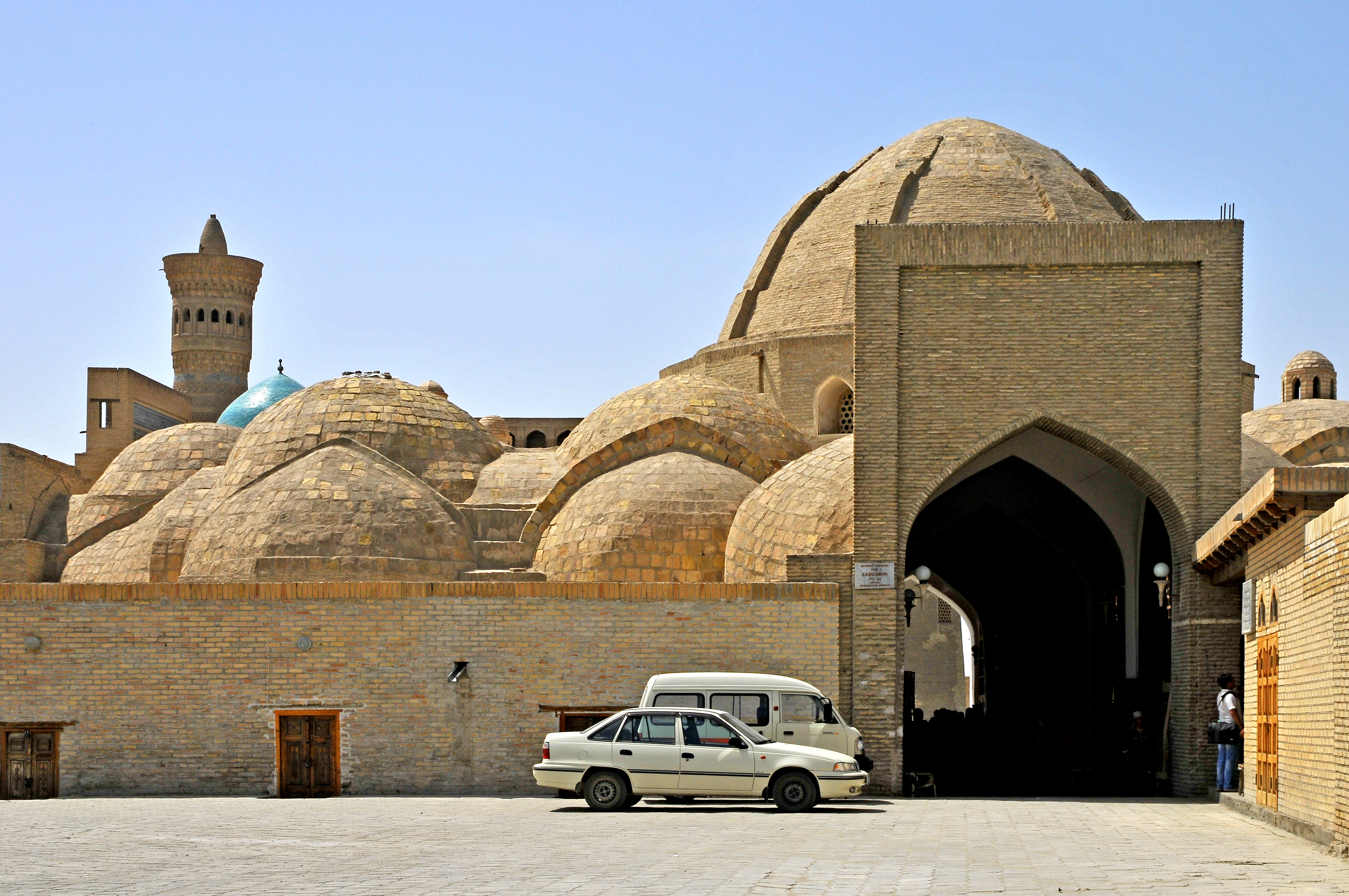
طاق زرگران
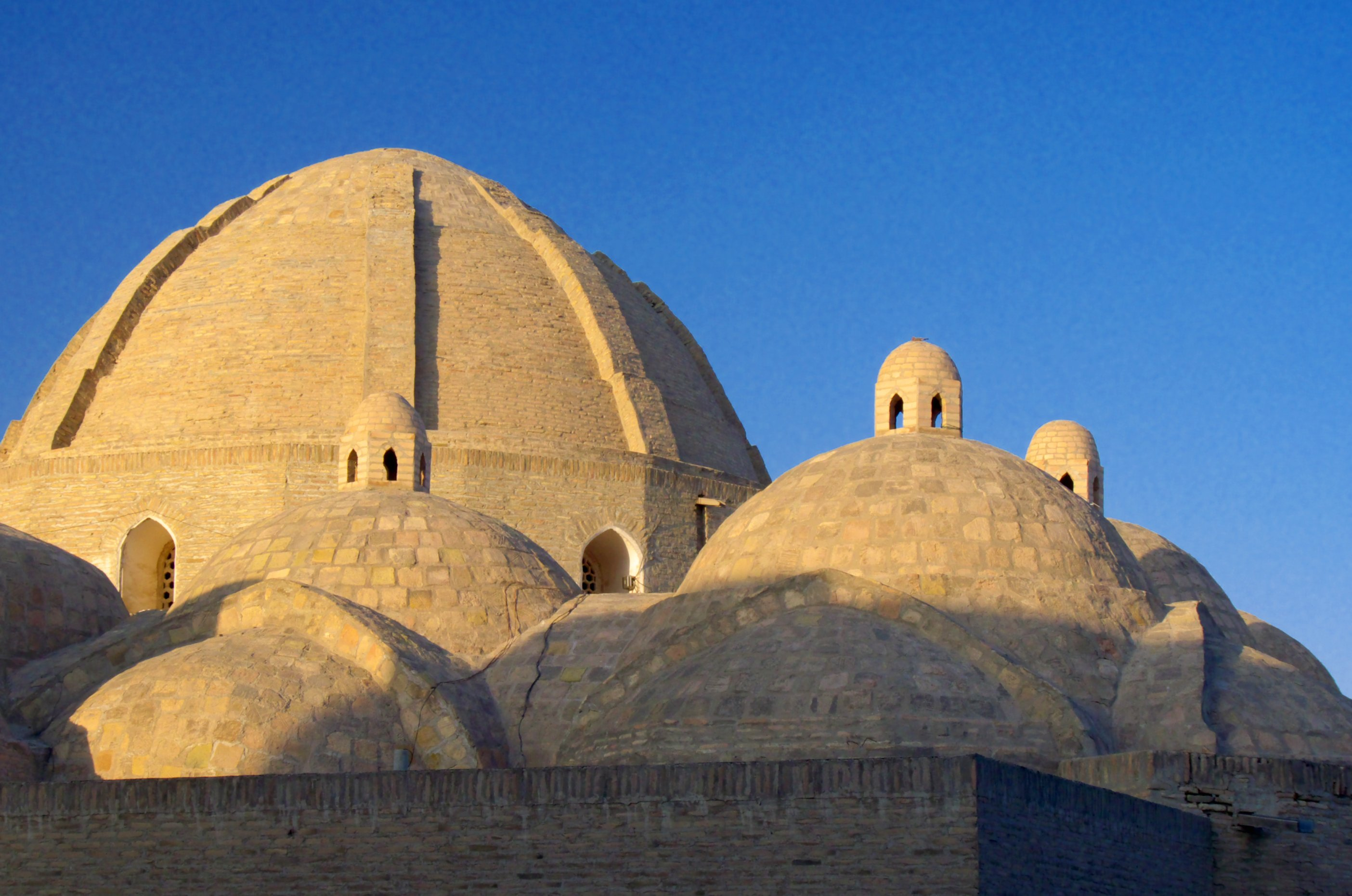
طاق زرگران
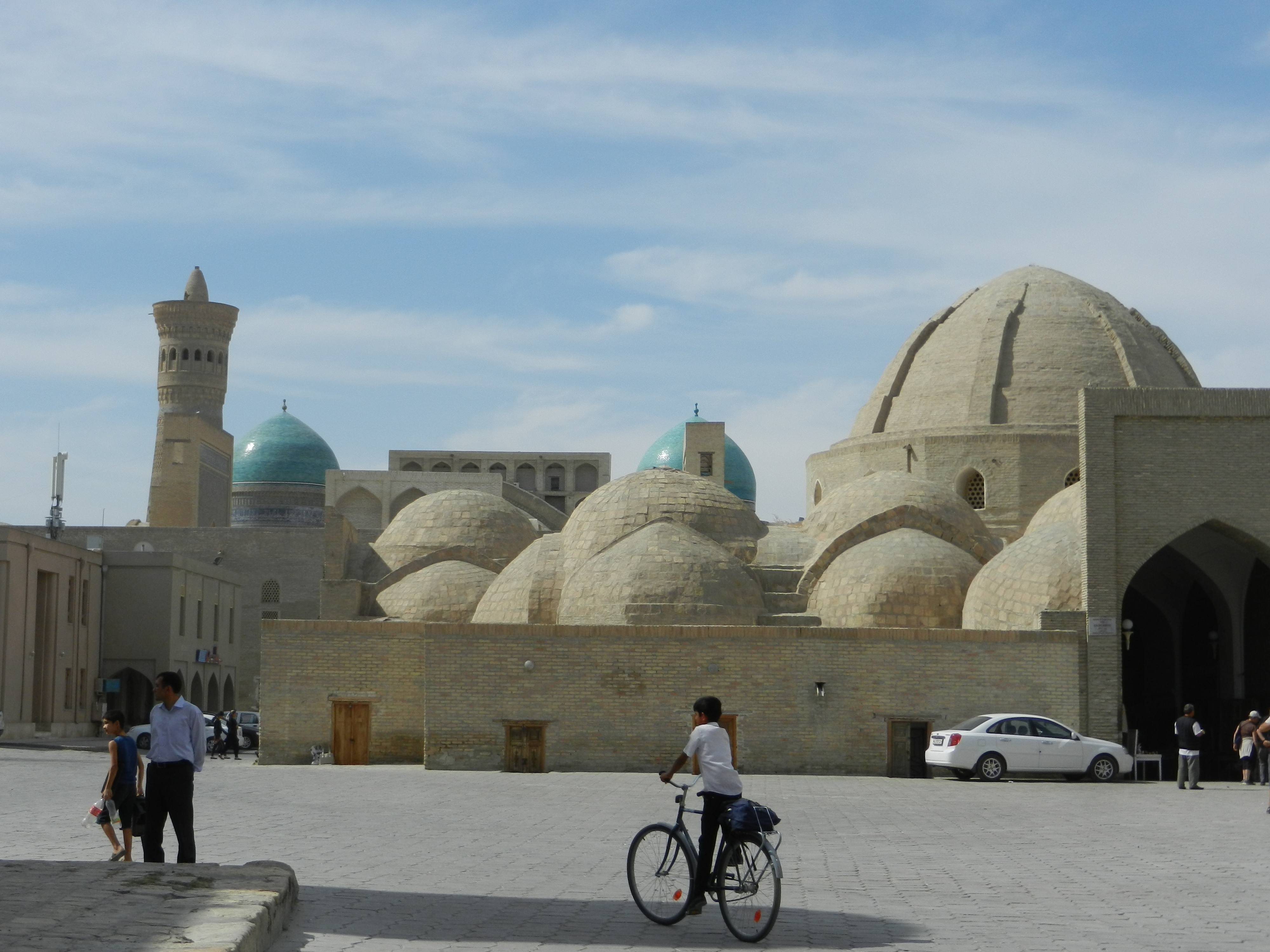
طاق زرگران